# Let Me Go, Rock 'n' Roll
«Let Me Go, Rock 'n' Roll» es una canción de la banda estadounidense Kiss, lanzada en 1974 en el álbum Hotter Than Hell. Inicialmente la banda quiso incluirla en su álbum debut, pero fue descartada, apareciendo entonces en el segundo disco de la agrupación.

## Álbumes
"Let Me Go, Rock 'n' Roll" está disponible en los siguientes álbumes de Kiss:
- Hotter Than Hell – versión de estudio
- Alive! – versión en vivo
- The Originals – versión de estudio
- Double Platinum – versión de estudio
- The Box Set – demo
- Kiss Symphony: Alive IV – versión en vivo
- Gold – versión de estudio
- Kiss Chronicles: 3 Classic Albums – versión de estudio
- Kiss Alive! 1975–2000 – versión en vivo
- Kiss Alive 35 – versión en vivo

## Lista de canciones del sencillo
- Lado A – "Let Me Go Rock 'n' Roll"
- Lado B – "Hotter Than Hell"

## Personal
- Paul Stanley – guitarra
- Gene Simmons – bajo, voz
- Ace Frehley – guitarra
- Peter Criss – batería